# Булаевская городская администрация
Булаевская городская администрация (каз. Булаев қаласы әкімдігі) — административная единица в составе района Магжана Жумабаева Северо-Казахстанской области Казахстана. Административный центр — город Булаево.
Население — 9086 человек (2009, 10359 в 1999, 12488 в 1989).
В состав городской администрации была включена территория ликвидированного Медвежинского сельского совета (село Медвежка). Поселок Остановочный пункт 27032 км был ликвидирован.

## Состав
В состав округа входят такие населенные пункты:
| Населенный пункт                                | Население, человек (1989) | Население, человек (1999) | Население, человек (2009) |
| ----------------------------------------------- | ------------------------- | ------------------------- | ------------------------- |
| Булаево, город                                  | 11484                     | 9638                      | 8433                      |
| Медвежка, село                                  | 992                       | 721                       | 653                       |
| Остановочный пункт 2703 км, станционный поселок | 12                        | -                         | -                         |